# Hyperacanthomysis brevirostris
Hyperacanthomysis brevirostris är en kräftdjursart som först beskrevs av Wang och Liu 1997.  Hyperacanthomysis brevirostris ingår i släktet Hyperacanthomysis och familjen Mysidae. Inga underarter finns listade i Catalogue of Life.